# Куцокрил сибірський
Куцокри́л сибірський (Locustella tacsanowskia) — вид горобцеподібних птахів родини кобилочкових (Locustellidae). Мешкає в Азії. Вид названий на честь польського зоолога Владислава Тачановського (1819—1890).

## Опис
Довжина птаха становить 13-14 см, вага 9,8–12,4 г. Верхня частина тіла сірувато-коричнева, нижня частина тіла охриста, нижні покривні пера хвоста на кінці білі. Нижня частина горла легко поцяткована темними плямками.

## Поширення і екологія
Сибірські куцокрили мешкають в Сибіру (від Красноярська через Забайкалля на схід до Далекого Сходу Росії), на півночі Монголії і в Китаї (південно-східний Цинхай, південний захід Ганьсу, Сичуань, Гуансі). Взимку мігрують до Південного Китаю і Південно-Східної Азії. Сибірські куцокрили живуть на високогірних луках, на висоті від 2800 до 3600 м над рівнем моря, зимують в очеретяних і чагарникових заростях, на луках та на рисових полях. Живляться комахами, яких шукають в траві або не землі. Гніздяться у червні-липні.